# Haaseidae
Haaseidae é uma família de milípedes pertencente à ordem Chordeumatida.
Géneros:
- Deuterohaasea Verhoeff, 1898
- Haasea Verhoeff, 1895
- Heterohaasea
- Hylebainosoma Verhoeff, 1899
- Rhopalogona Silvestri, 1898
- Romanosoma Ceuca, 1967
- Xiphogona Cook & Collins, 1895
- Xylophageuma Verhoeff, 1911